# Afro-Arabes

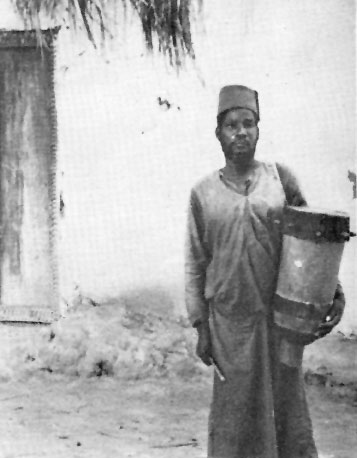
Un Congolais d'ascendance arabe, en 1942

Les Afro-Arabes ou Arabes africains sont des Arabes d'ascendance sub-saharienne totale ou partielle. Il s'agit principalement de groupes minoritaires au Yémen, en Arabie saoudite, à Oman et au Qatar, ainsi qu'en Syrie, en Irak, en Palestine et en Jordanie. Le terme peut également faire référence à divers groupes arabisés en Afrique.

## Histoire
L'Arabie du Sud était un État client du royaume aksumite tout au long du VIe siècle. Les inscriptions himyarites documentent une invasion de La Mecque par un ambitieux général aksumite nommé Abraha (Tigrinya : አብርሃ) en l'an 570 apr. J.-C.. Un incident précoce dans les relations afro-arabes post-islamiques, connu sous le nom de Première Hijrah, (arabe : الهجرة إلى الحبشة, al-hijra ʾilā al-habaša), était un épisode de l'histoire ancienne de l'Islam, où le premier compagnons du prophète Mahomet (le Sahabah) ont fui la persécution de la tribu dirigeante Quraysh de La Mecque. Ils ont cherché refuge dans le royaume chrétien d'Axoum, dans l'actuelle Érythrée et le nord de l'Éthiopie (anciennement appelée terre Habesha / Abyssinie, un ancien nom dont l'origine est débattue), En 613 ou 615 apr. J.-C., le monarque aksumite qui les a reçus est appelé Ashama ibn Abjar ou le Négus (arabe : نجاشي, najāšī). Les historiens modernes l'ont alternativement identifié avec le roi Armah et Ella Tsaham.

## Afro-Arabes notables
- Bandar ben Sultan ben Abdelaziz Al Saoud
- Anouar el-Sadate
- Ali Al-Habsi
- Mohammed al-Amoudi